# ایلسه فان در میدن
ایلسه فان در میدن (انگلیسی: Ilse van der Meijden؛ زادهٔ ۲۲ اکتبر ۱۹۸۸) بازیکن واترپلو اهل هلند است.
وی در مسابقات کشوری و بین‌المللی در مجموع برندهٔ ۱ مدال طلا، ۱ مدال برنز شده‌است.